# Synagoga w Parzęczewie
Synagoga w Parzęczewie – zbudowana pod koniec XVIII wieku. Podczas II wojny światowej zniszczona przez hitlerowców.
Budynek synagogi był dwukondygnacyjny, we wschodniej części znajdowała się sala główna, zaś w zachodniej części znajdowała się dwukondygnacyjna galeria, ze schodami prowadzącymi na babiniec. Babiniec znajdował się nad przedsionkiem, który prowadził do sali głównej, którą przykryto stropem naśladującym sklepienie kolebkowe. Niezwykle ozdobione było Aron ha-kodesz i drewniana altanowa bima.